# Linum dolomiticum
Linum dolomiticum är en linväxtart som beskrevs av Borb.. Linum dolomiticum ingår i släktet linsläktet, och familjen linväxter. Inga underarter finns listade i Catalogue of Life.

## Bildgalleri

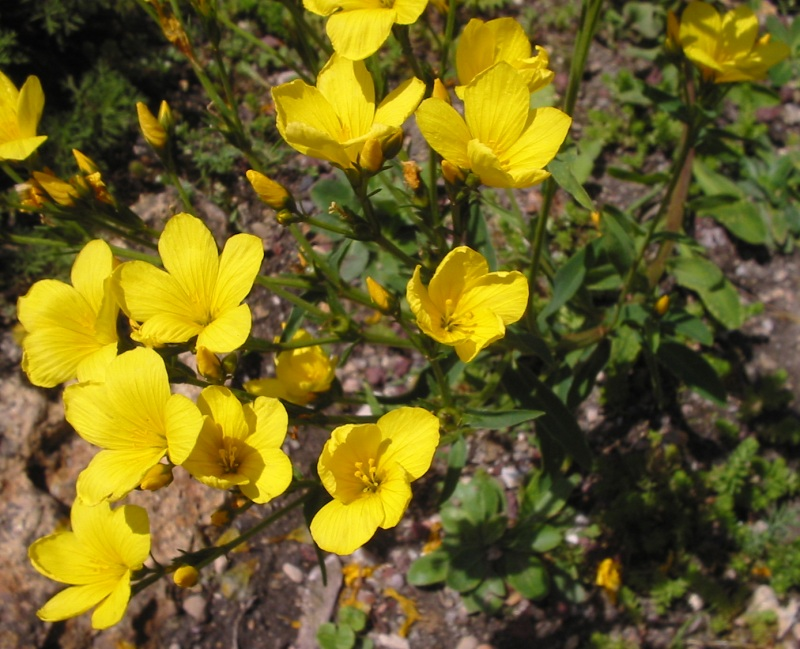